# ریچی بنت
ریچی بنت (انگلیسی: Richie Bennett؛ زادهٔ ۲۳ مارس ۱۹۹۱) بازیکن فوتبال اهل بریتانیا است.
از باشگاه‌هایی که در آن بازی کرده‌است می‌توان به باشگاه فوتبال نورتویچ ویکتوریا و باشگاه فوتبال بارو اشاره کرد.